# Печенкіно (Калузька область)
Печенкіно (рос. Печенкино) — присілок в Сухиницькому районі Калузької області Російської Федерації.
Населення становить 8 осіб. Входить до складу муніципального утворення Присілок Єрмолово.

## Історія
Від 2004 року входить до складу муніципального утворення Присілок Єрмолово

## Населення
| 2002 | 2010 |
| ---- | ---- |
| 11   | ↘8   |